# 帕布洛·查比羅
帕布洛·查比羅（西班牙語：Pablo Trapero，1971年10月4日—）是一名阿根廷电影导演、监制和编剧。2008年，他執導的《母獅的牢籠》獲選為第61屆坎城影展正式競賽片；2015年以《犯罪家族》赢得第72届威尼斯影展最佳導演銀獅獎。

## 电影作品
导演兼监制
- 1999：《起重機人生（西班牙语：Mundo grúa）》(Mundo Grúa）
- 2002：《布宜諾斯艾利斯的囚徒》(El Bonaerense）
- 2004：《旋轉家族（英语：Familia rodante）》(Familia Rodante）
- 2006：《原始本性（西班牙语：Nacido y criado）》(Nacido y Criado）
- 2008：《母獅的牢籠》(Leonera）
- 2010：《險愛勿近（西班牙语：Carancho (película)）》(Carancho）
- 2012：《白象：無法之城（西班牙语：Elefante blanco (película de 2012)）》(Elefante blanco)
- 2015：《犯罪家族》(The Clan)

仅任导演
- Mocoso malcriado（1993）
- Negocios（1995）
- Naikor, La Estación de Servicio（2001）

仅任监制
- La Libertad（2001）
- La Mecha（2003）
- Ciudad de María（2002）
- Mi Mejor Enemigo（2005）
- Dí Buen Día a Papá（2005）
- Géminis（2005）

## 电视剧
- Ensayo（2003）